# 冷庫

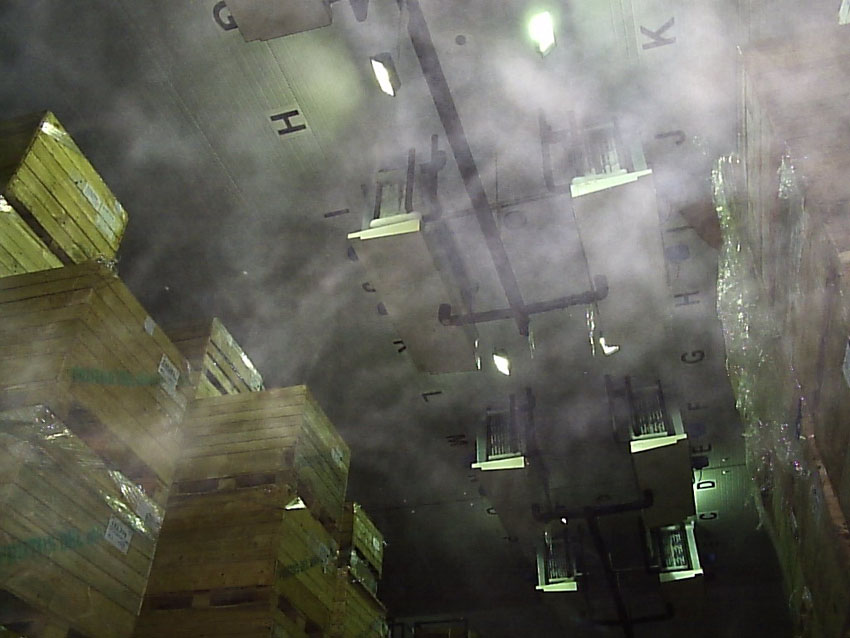
满液式蒸发器

冷藏库又稱冷库，是一个大型冷藏室或建筑，旨在将货物储存在低于室外温度的环境中。水果、蔬菜、海鲜和肉类等产品需要往往冷藏於冷庫。冷库通常位于港口附近。